# 大秧歌
《大秧歌》是由山東影視傳媒集團、山東影視傳媒集團有限公司、北京完美建信影視文化有限公司、西安奧金百影視有限公司聯合出品的年代戲。由郭靖宇執導，楊紫、杨志刚領銜主演。
該劇耗時344天長時拍攝，於2015年7月5日殺青。

## 劇情簡介
1930年代，乞兒海貓（杨志刚飾）回山東海陽尋親。不料，世代為仇的虎頭灣吳、趙兩大家族，不僅逼死了觸犯族規的海貓爹娘，還將海貓沉海。吳家小姐吳若云（楊紫飾）和漁家女趙香月，以及海盜黑鯊聯手相救，大難不死的海貓大鬧虎頭灣，卻被兩家族長再次陷害。海貓蒙冤入獄，被定死罪。幸遇地下黨黨員王天凱施巧計，才重獲新生，並改名海龍。海龍不僅一次次從日寇的屠刀下保住了家園，還以鬥秧歌為契機，彌合了吳、趙兩家族幾百年來的仇怨。在海龍的領導之下，虎頭灣百姓最終肅清了軍統特務組織“八仙小組”，真正翻身做了主人。。

## 演員列表

### 主要角色
| 演員   | 角色   | 介紹 | 備註         |
| 楊紫   | 吳若云 | 吳家大小姐，吳乾坤的女兒，可愛、善良、漂亮，與林家耀從小就訂了親，在海貓被吳、趙兩大家族的人捆綁沉入海底時聯合漁家女趙香月和海盜黑鯊一起救助海貓。 | 海貓之妻子   |
| 杨志刚 | 海貓   | 乞兒海貓（後改為海龍），在1930年回鄉探親之時遭遇一場大變故，其父母雙雙被吳、趙兩大家族逼死，自己也險些命喪於此。最終，在經歷兩次的死裡逃生之後，他走上了抗日救國的道路，並領導虎頭灣的百姓肅清了盤踞在虎頭灣的軍統特務組織“八仙小組”。                     | 吳若雲之丈夫 |
| 劉芊含 | 趙香月 | 漁家女，趙洪勝妹妹趙玉梅的丫鬟。在海貓被吳、趙兩大家族的人捆綁沉入海底時聯合吳家大小姐吳若云和海盜黑鯊一起救助海貓，也漸漸愛上了海貓。在海貓要被槍斃之時，她披麻戴孝，不顧眾人的反對與謾罵，鐵了心要給海貓當“未亡人”，替他收屍。最後，漸漸被趙大櫓所感動。 |              |
| 王奎榮 | 吳乾坤 | 吳家大家長，工於心計，與趙家結下百年仇怨。他的傳統思想根深蒂固到令人深惡痛絕的地步。當他面對死對頭趙家時便展現出他極其嚴酷狠辣的一面，但對女兒和娘親又是無比的柔情和恭順。                                                                                 |              |
| 王繪春 | 趙洪勝 | 趙家族長，與吳姓家族結下百年恩怨，又因歷年“鬥秧歌”爭奪“出海權”而水火不容，雖工於心計卻也擔負著自己與家族的使命與責任，是個有血有肉的人物，但是最後卻當了漢姦被趙香月開槍打死。                                                                             |              |
| 宣璐   | 槐花   | 吳若云的丫鬟，與吳若云親如姐妹。槐花個性單純，也正因此被人利用，導致其命運坎坷，人物性格發生了天翻地覆的變化。 |              |

### 吳家
| 演員   | 角色     | 介紹 | 備註 |
| 楊紫   | 吳若云   | 參見主要角色 |      |
| 王奎榮 | 吳乾坤   | 參見主要角色 |      |
| 宣璐   | 槐花     | 參見主要角色 |      |
| 張少華 | 吳母     | 吳家老太太，吳乾坤的母親，吳若云的奶奶。                                                                                         |      |
| 賈媛媛 | 春草兒   | 吳家族長吳乾坤的姨太太。戲子出身，風騷附有心機，但為感激老爺恩情，一心為吳家出謀劃策，卻終究未能擺脫淒慘命運。                   |      |
| 牛勝文 | 吳管家   | 吳家的管家。 |      |
| 趙錦燾 | 吳天旺   | 吳家的下人，鍾情於大小姐吳若云但是自私自利，後被特務三浦利用成為漢奸是個心胸狹窄的人，利用槐花對他的信任做了很多傷天害理的事情。 |      |
| 李慶益 | 小寶兒   | 吳若云與海貓之子。 |      |
| 遲國棟 | 吳八叔   | 吳家八叔，後替吳乾坤擋子彈而死。                                                                                                 |      |
| 張玉柱 | 吳四爺   | 吳家四爺 |      |
| 汪永貴 | 老犟眼子 | 吳家族人 |      |

### 趙家
| 演員   | 角色   | 介紹                                                                 | 備註 |
| 王繪春 | 趙洪勝 | 參見主要角色                                                         |      |
| 劉智揚 | 趙子軒 | 趙家三少爺，演留洋歸來卻投靠日本人做了漢奸。                         |      |
| 牛北壬 | 趙大櫓 | 趙家族人，喜歡香月，後來犧牲。                                       |      |
| 張建國 | 趙三伯 | 趙家三伯，被趙子軒開槍打死。                                         |      |
| 吳越   | 趙玉梅 | 海貓的母親，與吳明義相愛，並生下海貓，後在吳明義自盡後，也揮刀自盡。 |      |
| 宋守述 | 趙管家 | 趙家的管家，被趙大櫓打死。                                           |      |
| 巨興茂 | 趙鮁魚 | 吳江海手下，被趙大櫓用石頭砸死。                                     |      |
| 陳偉奮 | 趙母   | 趙大櫓的娘，一直反對大櫓和香月來往，後來思想觀念改變。               |      |

### 軍政人物
| 演員   | 角色   | 介紹 | 備註 |
| 杨志刚 | 海貓   | 紅軍連長 參見主要角色                                                                                                |      |
| 劉之冰 | 王天凱 | 中共地下黨員 在海貓遭遇吳、趙兩大家族的陷害而入獄，並被判處死刑之時實施妙計救助海貓於生死攸關之際。                  |      |
| 肖茵   | 蘇菲娜 | 八路軍醫生 蘇岩的妹妹，和林家耀一起犧牲。                                                                            |      |
| 寇家瑞 | 林家耀 | 山東海陽虎頭灣戰地醫院院長→八路軍 若云的表哥，雖愛著吳若云，但吳若云喜歡的是海貓，後與蘇菲娜相愛，一同在抗戰中犧牲。 |      |
| 賈宏偉 | 王大壯 | 八路軍戰士 海貓的戰友。                                                                                              |      |
| 寧文彤 | 吳江海 | 虎頭灣保安隊大隊長→日本人偵緝隊的大隊長 貪生怕死、貪財好色，背叛祖國，後死在吳乾坤祖傳的狼牙棒之下。                 |      |
| 田璐   | 泥鰍   | 虎頭灣保安隊副隊長 吳江海的手下，既貪財又好色，因殺了共產黨員而被王大壯殺死。                                        |      |
| 陳立新 | 陳鎮長 | 虎頭灣鎮長 後被三浦暗殺。                                                                                            |      |
| 劉亞津 | 劉縣長 | 虎頭灣縣長 被日軍開槍射殺。                                                                                          |      |
| 張胤哲 | 蘇岩   | 昆嵛山游擊隊紅隊大隊長 蘇菲娜哥哥，後犧牲。                                                                          |      |
| 郭明翰 | 肖團長 | 保安團團長 |      |
| 付剛   | 候麻子 | 界石鎮保安團 界石鎮保安團長夏團長的下屬。                                                                            |      |
| 吳昊   | 趙發   | 虎頭灣民兵排長 趙香月弟弟，喜歡吳天霞。                                                                              |      |

### 日軍
| 演員   | 角色       | 介紹 | 備註 |
| 江濤   | 三浦純一郎 | 日本的高級特務，海貓最可怕的對手，使用各種手段害死了很多人。擅長使用心理戰跟巧妙的偽裝，最後被海貓揭穿送上了法庭接受人民的審判。 |      |
| 朱瑞祥 | 藤田大佐   | 日本侵略軍指揮官，後死在吳乾坤手上。                                                                                             |      |
| 張磊   | 麻生少佐   | 日本軍官，一個地道的中國通，很貪財，被林家耀一刀劈死。                                                                           |      |

### 其他角色
| 演員   | 角色     | 介紹 | 備註 |
| 陳潔   | 竹葉青   | 女匪，蛇島島主。海貓為打探一艘失踪的藥品船下落，與其相識，促成了黑鯊和竹葉青的婚事。肖老道帶著漢奸和日本兵攻打蛇島時，為了掩護姐妹們撤退，被手雷炸死而犧牲。 |      |
| 趙恆煊 | 黑鯊     | 海盜，在海貓被吳、趙兩大家族捆綁沉入海底時出手相救，海貓結義大哥，喜歡竹葉青。                                                                               |      |
| 劉靖麒 | 小龍崽   | 黑鯊和竹葉青的兒子 |      |
| 張嘉禾 | 榮六     | 聚龍島海盜軍師，榮七的哥哥，後因黑鯊殺了榮七而與黑鯊反目成仇。                                                                                               |      |
| 馬赫   | 榮七     | 吳江海手下，聚龍島海盜，曾想輕薄吳若云。 |      |
| 信鵬   | 秧歌瘋子 | 海貓的結義兄弟，認海貓為大哥。 |      |
| 巍子   | 吳明義   | 海貓的爹，在虎頭灣自盡。 |      |
| 張黎明 | 老斧頭   | 營救海貓的人，喜歡大櫓娘。 |      |
| 柏杉   | 老林     | 槐花男人，死在了河南戰場上。 |      |
| 陳淑君 | 海嫂     | 吳姓族人，虎頭灣的婦女主任 |      |
| 劉偉   | 何秘書   | 林參謀長的秘書。 |      |
| 劉衛華 | 姑姑     | 竹葉青的姑姑，後犧牲。 |      |
| 王子璇 | 吳天霞   | 海螺嫂女兒，喜歡趙發，虎頭灣女民兵。 |      |

## 電視原聲帶
| 曲序 | 曲目                 |      | 作曲   | 演唱 |
| ---- | -------------------- | ---- | ------ | ---- |
| 1.   | 大秧歌序曲（片頭曲） | 陳曦 | 董冬冬 | 孫楠 |
| 2.   | 追夢（片尾曲）       | 陳曦 | 董冬冬 | 田園 |

## 獲獎與提名
| 日期           | 頒獎典禮                           | 獎項             | 結果 |
| -------------- | ---------------------------------- | ---------------- | ---- |
| 2016年3月8日   | 中國電視劇品質盛典                 | 品質獎           | 提名 |
| 2016年3月8日   | 中國電視劇品質盛典                 | 觀眾最喜愛電視劇 | 提名 |
| 2017年2月20日  | 第十一屆“全國電視製片業十佳”       | 電視劇優秀作品獎 | 獲獎 |
| 2017年12月20日 | 第十二屆精神文明建設“文藝精品工程” | 優秀作品獎       | 獲獎 |